# 長野県道路公社
長野県道路公社（ながのけんどうろこうしゃ）は、長野県を設立団体とする地方道路公社（外郭団体）である。1972年（昭和47年）9月1日設立。

## 管理する道路
- 五輪大橋有料道路（長野県道372号三才大豆島中御所線）

### かつて管理していた道路

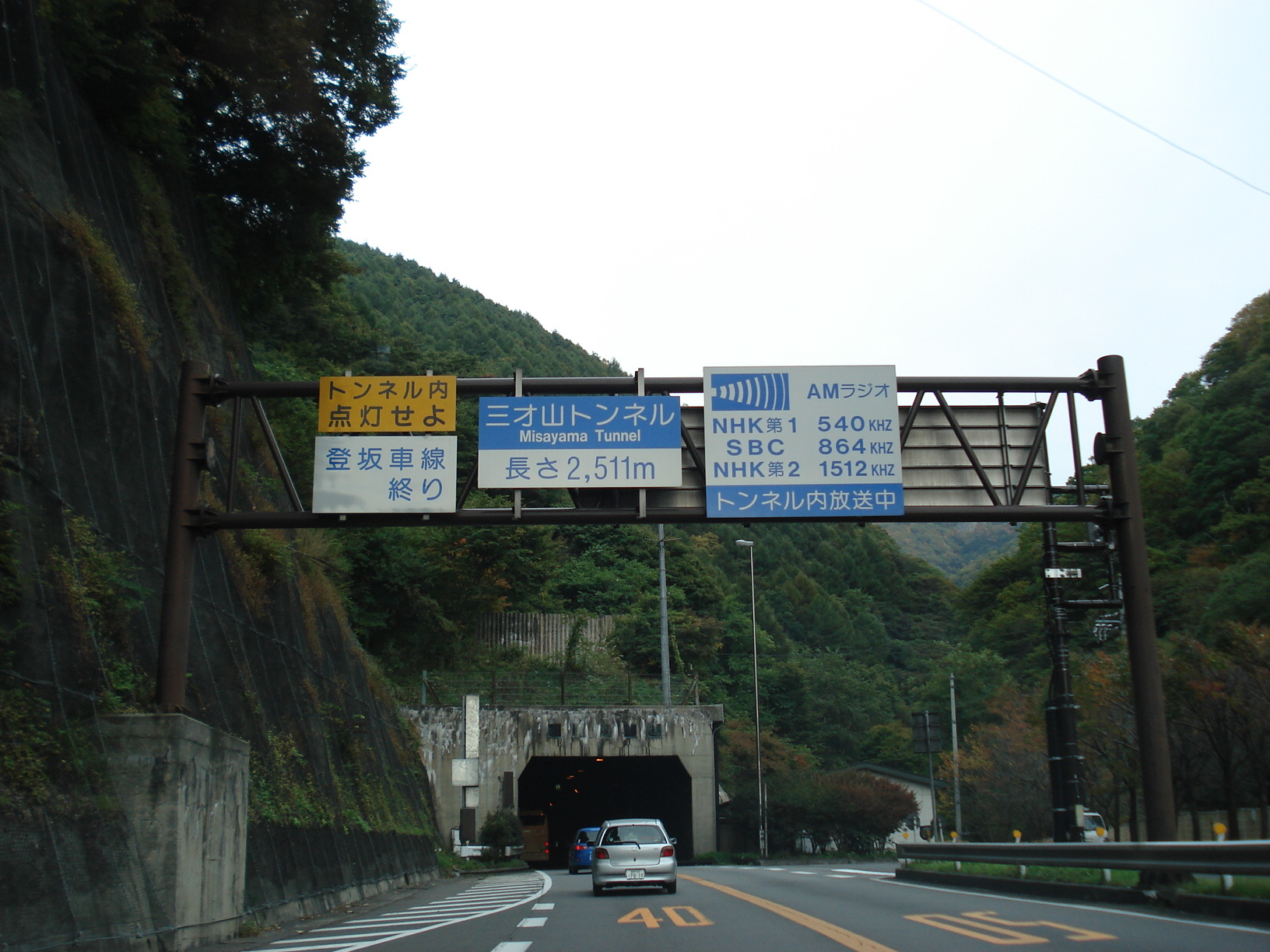
三才山トンネル

- 茅野有料道路（国道152号） : 2002年（平成14年）4月1日 無料開放
- 平井寺トンネル有料道路（長野県道65号上田丸子線） : 2018年（平成30年）8月25日 無料開放
- 三才山トンネル有料道路（国道254号） : 2020年（令和2年）9月1日 無料開放
- 松本トンネル有料道路（国道254号） : 2020年（令和2年）9月1日 無料開放
- 新和田トンネル有料道路（国道142号） : 2022年（令和4年）4月1日 無料開放
- 白馬長野有料道路（長野県道31号長野大町線） : 2025年（令和7年）2月16日 無料開放
- 志賀中野有料道路（長野県道29号中野豊野線） : 2025年（令和7年）3月16日 無料開放

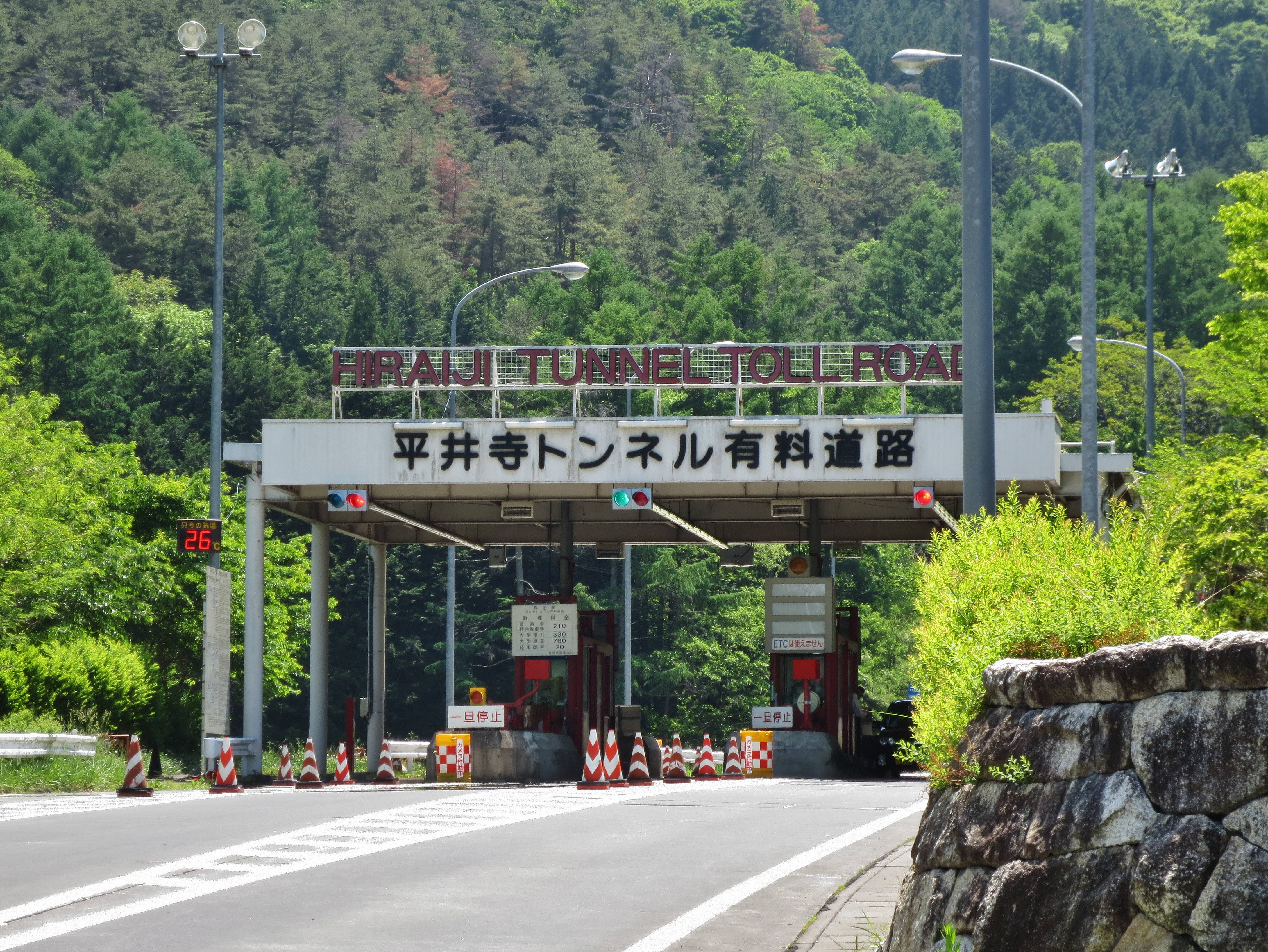
平井寺トンネル有料道路料金所（2016年）
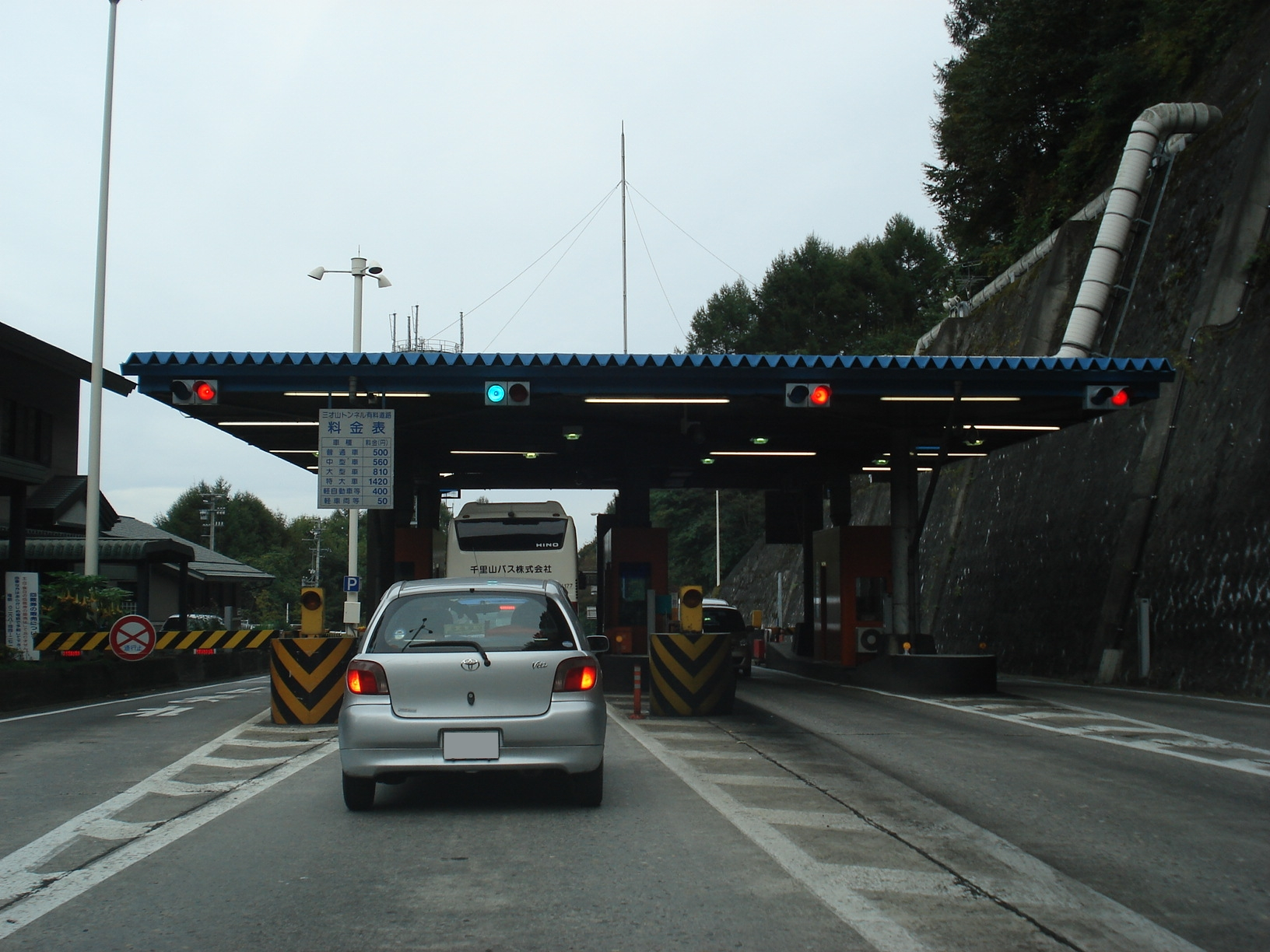
三才山トンネル有料道路料金所
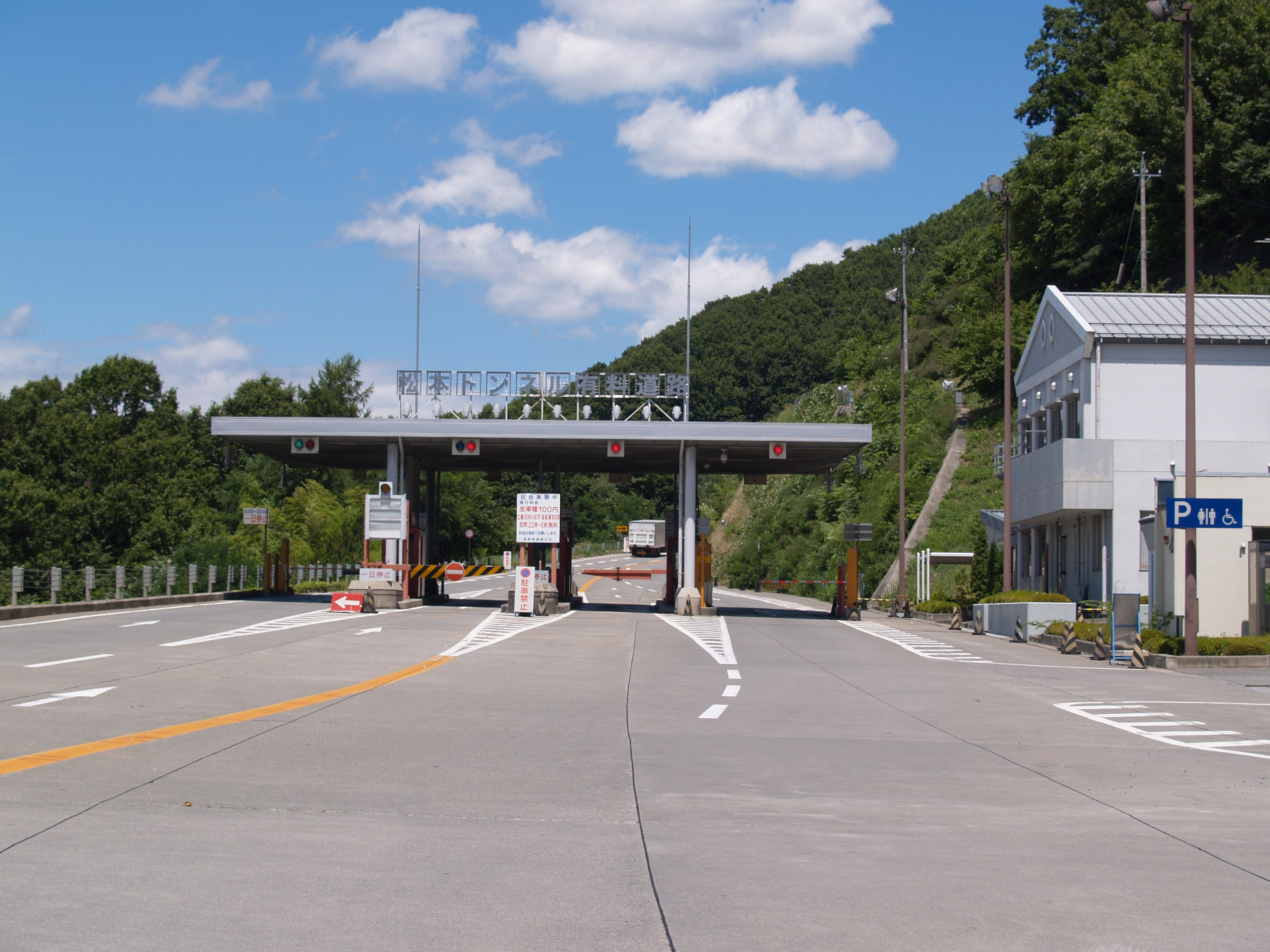
松本トンネル有料道路料金所
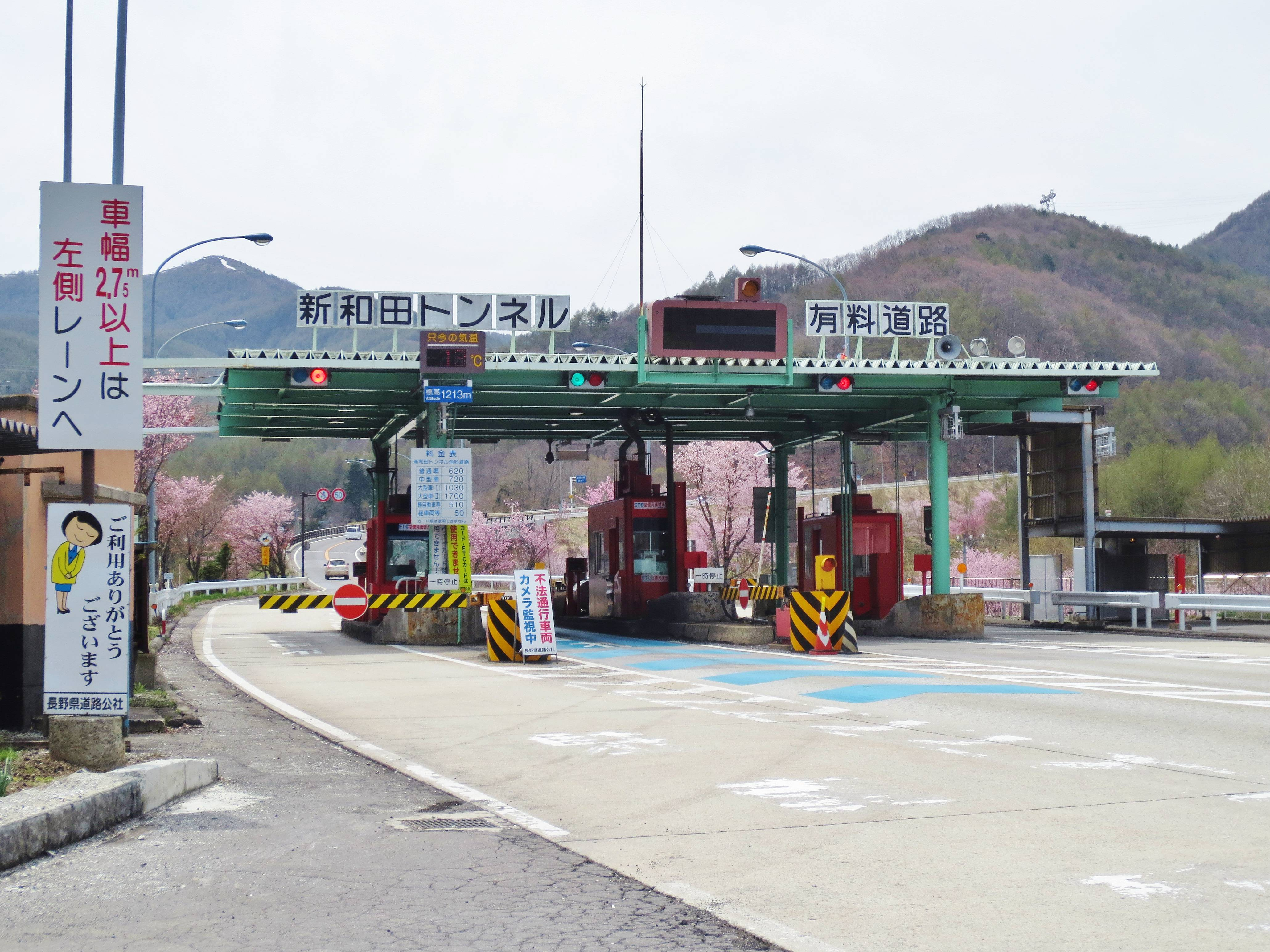
新和田トンネル有料道路料金所
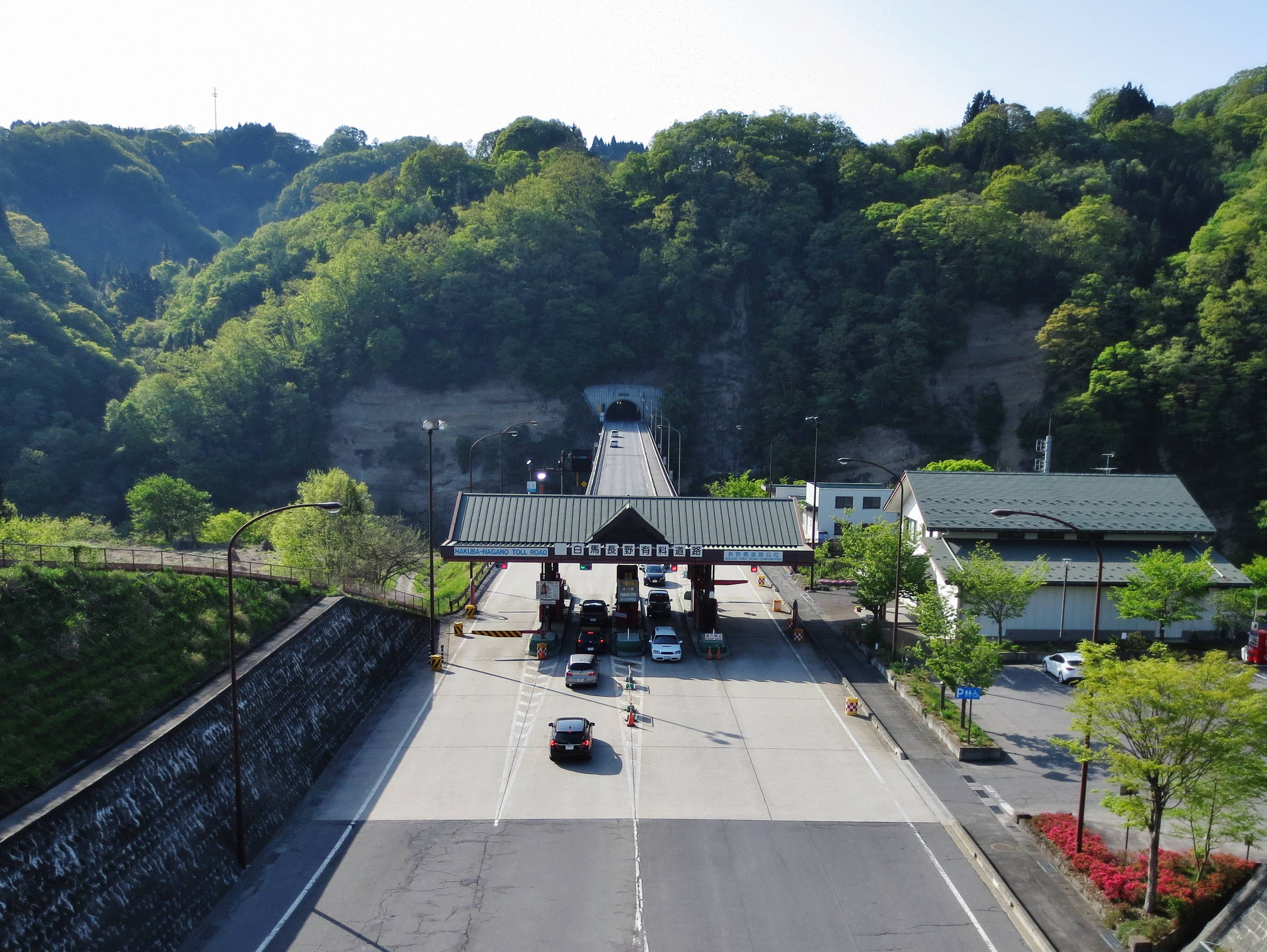
白馬長野有料道路料金所
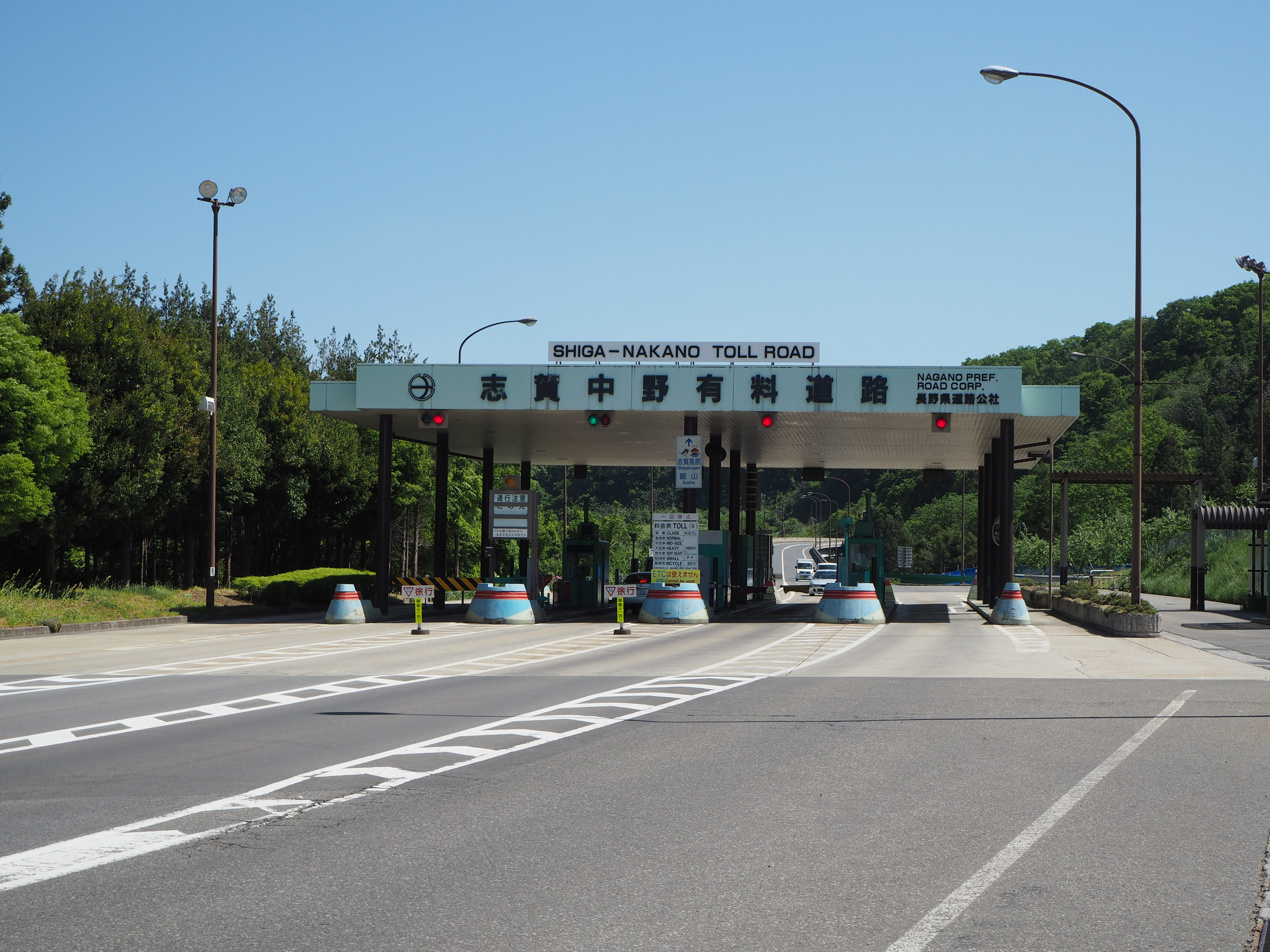
志賀中野有料道路料金所